# Liste d'accidents aériens dans les années 1950
Pour un article plus général, voir Liste de listes d'accidents aériens.
Cet article présente une liste d'accidents aériens dans les années 1950.

## Années 1950

### 1950
- 28 mars 1950 : un Latécoère 631 (immatriculé F-WANU) s'abîme en mer à 2 km au large du Cap Ferret en France lors d’un vol d’essai, tuant les 12 membres d’équipage[1].
- 12 juin 1950 : le vol Air France assurant la liaison entre Saïgon et Bahreïn via Karachi au Pakistan s'écrase en mer lors de son approche de Bahreïn. Bilan : 46 morts et 6 survivants. L'appareil accidenté était un Douglas DC-4.
- 14 juin 1950 : le vol Air France assurant la même liaison s'écrase aussi lors de la phase d'approche de Bahreïn. L'avion, qui s'est abîmé également en mer, était, autre coïncidence, un DC-4 ; et cette fois, on comptera 40 morts et 13 survivants.
- 31 août 1950 : le Vol TWA 903 s'écrase en Égypte, peu après être parti du Caire. Le Lockheed Constellation (baptisé « Star of Maryland ») se rendait à Rome, et transportait 48 passagers et 7 membres d'équipage. Les 55 personnes sont décédées dans la catastrophe. Un problème se déclara sur le moteur no 3 provoquant un incendie. Celui-ci fut tel que l'équipage dut se résoudre à tenter un atterrissage forcé dans le désert, ce qu'il n'a pas réussi.
- 3 novembre 1950 : le Vol 245 d'Air India, un avion d’Air India (le Malabar Princess), s’écrase sur le massif du Mont-Blanc, faisant 48 morts. Cette tragédie inspira le roman et les films La Neige en deuil et Malabar Princess. En septembre 2013, un alpiniste savoyard découvre une boîte contenant des bijoux, peut-être issus de cet accident[2] (une autre provenance possible est celle résultant de l'accident du 24 janvier 1966).
- 13 novembre 1950 : Le Pèlerin Canadien, un Douglas C-54 Skymaster de Curtiss-Reid Aircraft Ltd (Canada) s’écrase sur la Grande Tête de l'Obiou (Alpes françaises) faisant 58 morts. Voir la Tragédie de l'Obiou

### 1951
- 25 avril 1951 : Vol Cubana de Aviación 493 (en) : un Douglas DC-4 qui assurait la liaison Miami-La Havane entre en collision avec un Beech 18 de l'United States Navy, occasionnant le décès de 43 personnes.

- 21 juillet 1951 : un Norécrin s'écrase au Vésinet, tuant les 5 occupants de l'appareil[3].

- 24 août 1951 : Vol United Airlines 615 (en) : un Douglas DC-6 qui opérait la liaison Chicago-Oakland s'écrase lors de son approche de l'aéroport d'Oakland, tuant les 50 occupants de l'appareil.

- 12 septembre 1951 : le vol STAAP disparaît en Mer Méditerranée au large des îles Baléares alors qu'il assurait la liaison entre Perpignan et Oran. Les 39 occupants du Douglas DC-3 sont décédés. Les mauvaises conditions météorologiques ayant entraîné une perte de contrôle du bimoteur semblent être responsables de la catastrophe.

### 1952
- 3 mars 1952 : Accident d'un SE.161 Languedoc d'Air France à Nice, un SNCASE SE.161 Languedoc immatriculé F-BCUM assurant la liaison Nice-Paris s'écrase juste après son décollage tuant ses 38 occupants (34 passagers et 4 membres d'équipage). L'avion a viré sur la gauche de plus en plus avant de se retourner et de plonger vers le sol, à 1 km de son aéroport de départ. La catastrophe est due à un blocage intempestif des ailerons, ayant entraîné un déséquilibre.

- 22 mars 1952 : le vol KLM s'écrase dans une forêt lors de sa phase d'approche de l'aéroport de Francfort (Allemagne). 44 des 47 personnes à bord du Douglas DC-6 sont décédées.

- 11 avril 1952 : Vol Pan Am 526A (en), un DC-4 s'écrase au large de Porto Rico peu après son envol, tuant 52 des 69 occupants de l'appareil. Le moteur no 3 était tombé en panne au décollage, forçant l'équipage à faire demi-tour. Mais le moteur no 4 montre alors des défaillances, rendant inévitable un amerrissage. L'appareil se disloque au contact de l'eau et sombre en trois minutes.

### 1953
- 3 janvier 1953 : Un Douglas C-54B de la KLM à court de carburant fait un atterrissage d'urgence avec 66 passagers à bord près de Dhahran en Arabie Saoudite[4].
- 17 mars 1953 : Un Douglas C47-A (DC-3) appartenant à Aigle Azur immatriculé F-BEFG s’écrase puis prend feu lors de phase d’atterrissage sur l’aéroport de Da Nang (DAD/VVDN) au Vietnam, à cause de mauvaises conditions météorologiques, tuant les 8 occupants de l’appareil. L’appareil effectuait la liaison avec l'aéroport de Hue-Phu Bai (HUI/VVPB) au Vietnam[5].

- 3 août 1953 : Accident aérien de Fethiye, un Lockheed Constellation d'Air France connaît une panne moteur et amerrit à proximité des côtes turques. Bilan: 4 morts et 38 survivants.

- 1er septembre 1953 : le vol Air France, un Lockheed Constellation, assurant le vol Paris-Saïgon (via Nice), s'écrase contre le mont Cimet dans la vallée de l'Ubaye (Basses-Alpes), faisant 42 morts, dont le violoniste Jacques Thibaud[6].

- 1er septembre 1953 : vol charter Regina Cargo Airlines, un Douglas C-49K (DC-3) s'écrase dans l'État de Washington, faisant 21 morts dont 19 militaires. Le pilote aurait préféré piloter à vue plutôt qu'aux instruments, mais les causes restent à déterminer[7].

### 1954
- 10 janvier 1954 : le De Havilland Comet G-ALYP de la British Overseas Airways Corporation (BOAC), premier avion commercial à turboréacteurs, effectuant un vol de Rome à Londres, dernière partie du vol 781 BOAC ayant débuté à Singapour, se désintègre en vol au large de l'île d'Elbe, à plus de 11 000 mètres d'altitude, par suite de fatigue de la structure selon les débris récupérés, tuant les 29 passagers et 6 membres d'équipage.

- 8 avril 1954 : le De Havilland Comet G-ALYY de la South African Airways assurant le Vol 201 South African Airways Londres-Johannesbourg devant faire escale au Caire, se désintègre peu après son escale à Rome, au large de Naples, à plus de 11 000 mètres d'altitude, tuant les 21 personnes à bord. Il est démontré, à partir des débris, que la même fatigue de structure que l'appareil G-ALYP est à l'origine de l'accident. À la suite de ces tragédies, la cellule de l'avion sera totalement revue notamment le rivetage de la structure et la forme des hublots mais l'avionneur sera vite concurrencé par le Boeing 707.

- 27 juin 1954 : le pilote d'essai André Tesson se tue lors de la présentation du Dassault Mystère II, les ailerons de l'appareil ne répondant plus, il perd le contrôle du chasseur et la verrière ne s'ouvrant pas, impossible pour lui de s'éjecter pour sauver sa vie[8].

- 23 août 1954 : le Douglas DC-6B Willem Bontekoe de la compagnie KLM, effectuant un vol entre Shannon et Amsterdam s'écrase au large des côtes hollandaises, tuant ses 21 occupants.

- 5 septembre 1954 : le Lockheed Super Constellation Triton du vol 633 de la KLM transportant des passagers entre Shannon et New York, s'écrase dans l'estuaire de la Shannon. 28 des 56 personnes à bord trouvent la mort.

### 1955

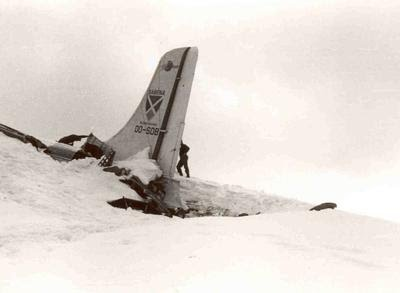
Les restes du DC-6 du vol Sabena 503 sur le Monte Terminillo.

- 13 février 1955 : le vol Sabena 503, un Douglas DC-6, s'écrase sur le Mont Terminillo en Italie faisant 29 tués.

- 26 avril 1955 : le vol Pan Am 845/26, un Boeing 377 Stratocruiser, fait un amerrissage d'urgence au large de l'Oregon à cause d'une panne de deux des quatre moteurs. Sur les 23 personnes à bord, 19 survivent à l'accident.

- 4 avril 1955 : le vol N37512 UA s'écrase peu après son décollage de l'Aéroport de Long Island MacArthur, situé à Ronkonkoma, dans la ville d'Islip, état de New York, aux États-Unis. Les trois personnes présentes à bord périssent dans la catastrophe.

- 27 juillet 1955 : le vol El Al 402 est abattu non loin de la ville de Pétritch en Bulgarie par deux chasseurs bulgares, après avoir dévié de sa route. Les 58 personnes présentent à bord périssent dans la catastrophe. L'avion, un Lockheed Constellation parti de Vienne, se rendait à Tel-Aviv.

- 6 octobre 1955 : Vol United Airlines 409 (en) : un DC-4, s'écrase dans le Wyoming à la suite de la décision du pilote de changer de route. Les 66 personnes à bord sont décédées.

### 1956

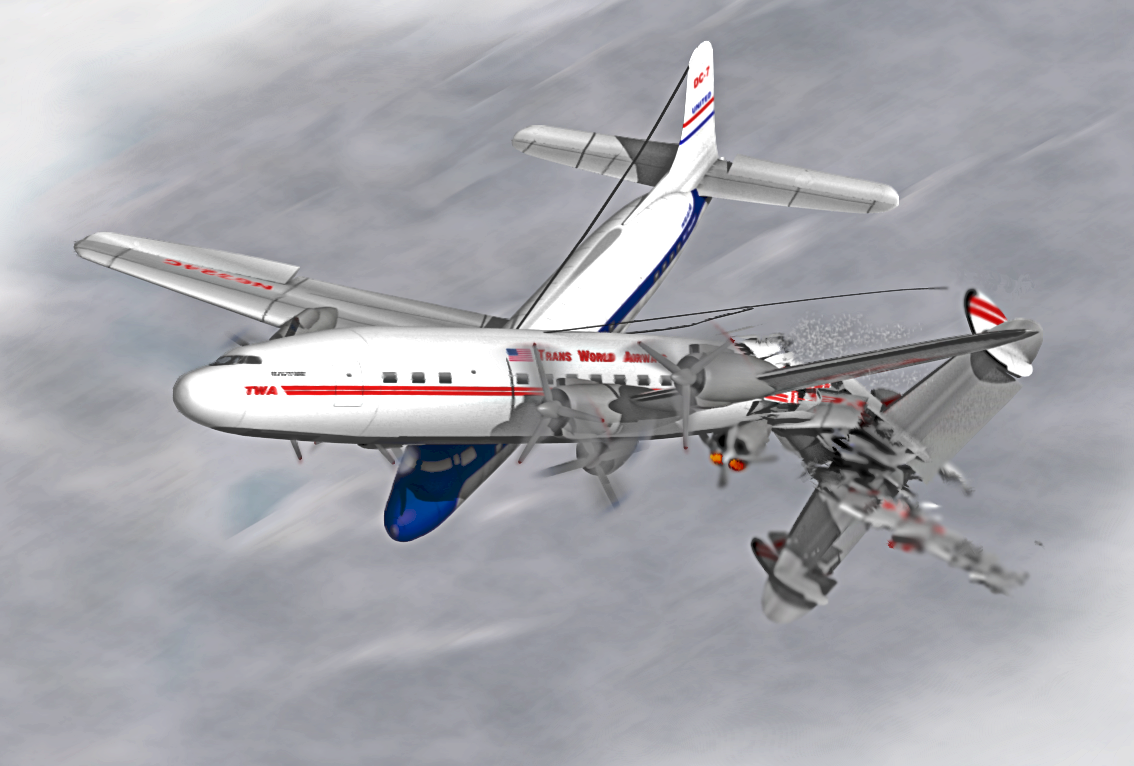
Image d'artiste de la collision aérienne du Grand Canyon en 1956.

- 18 février 1956 : le vol (en) de la Scottish Airlines (en) s'écrase à Malte peu après son décollage, tuant les 50 occupants de l'Avro 685 Tudor.

- 20 février 1956 : le Douglas DC-6B immatriculé F-BGOD de la TAI (Transports aériens intercontinentaux) qui assurait la liaison Saïgon-Paris, après avoir décollé de l'escale de Karachi, s'écrase sur une dune à 29 km au sud-est du Caire, tuant 49 passagers et 3 membres d'équipage (sur 55 passagers et 8 membres d'équipage). Le pilote de bord rescapé, Charles Billet, sera tenu pour responsable, ayant été établi après huit ans d'enquête que ce dernier avait demandé à son copilote, Robert Rolland, de réaliser pour s'entraîner une approche sans visibilité.

- 30 juin 1956 : la Collision aérienne du Grand Canyon implique un Douglas DC-7 et le Lockheed Constellation du vol 2 TWA au-dessus du Grand Canyon faisant 128 victimes à bord des deux avions.

- 16 octobre 1956, le Vol 6 Pan Am fait un amerrissage forcé au nord-est d'Hawaï, après avoir perdu deux de ses quatre moteurs. L'avion ayant amerri à proximité du navire USCGC Pontchartrain des Garde-Côtes américains, les secours sont rapides et les 31 personnes à bord survivent. Le vol devait assurer la liaison entre Honolulu et San Francisco.
- Le 12 décembre 1956, un Vickers 708 Viscount d'Air France immatriculé F-BGNK s'écrase à Dannemois, à une trentaine de kilomètres de l'aéroport de Paris-Orly d'où il venait de décoller, dans le cadre d'un vol d'essai. Les 5 pilotes et instructeurs qui composent l'équipage y trouvent la mort. Les cause de cet accident restent indéterminées.

### 1957
- 10 juillet 1957 : un Hawker Hunter f.6 des forces aériennes belges s'écrase à Jumet en Belgique à la suite d'une défaillance du moteur. Le pilote s'était éjecté mais fut tué, un civil fut également tué[9].

- 16 juillet 1957 : le vol 844 (en) de la KLM, un Lockheed Super Constellation, s'écrase peu après son décollage de Biak en Indonésie pour Manille. Il y a dix survivants parmi les 68 passagers et membres d'équipage.

- 11 août 1957 : le vol 315 (en) de la Maritime Central Airways s'écrase au Québec à cause de sévères turbulences. Il n'y aura pas de survivants parmi les 79 passagers et membres d'équipage du DC-4. Il a été établi que les pilotes étaient très fatigués.

### 1958
- 6 février 1958 : le vol 609 British European Airways en provenance de Belgrade, transportant l'équipe de Manchester United Football Club, l'équipe technique et de nombreux journalistes, s'écrase au décollage à Munich où il avait fait escale pour se réapprovisionner. L'accident fit 23 victimes. 21 personnes survécurent néanmoins à cet accident.

- 18 mai 1958 : le vol Sabena, un Douglas DC-6C en provenance de Bruxelles, transportant 65 personnes, s'écrase à Casablanca où il procédait à un atterrissage d'urgence. L'accident fit 61 victimes.

- 2 juillet 1958 : un avion du type Super Sabre de l'US Air Force s'écrase sur le village de Saint-Nicolas-en-Forêt. Le pilote éjecté déclara qu'il a volontairement dirigé l'avion vers la forêt sans connaître l'existence du nouveau village fraîchement construit absent de ses cartes. L'accident fit deux morts au sol[10].

- 9 novembre 1958 : un hydravion Martin PBM-5 Mariner (CS-THB, nommé « Porto Santo ») de la ARTOP décolla de Lisbonne à destination de Madère. À environ 250 km au sud de Lisbonne dans l'océan atlantique, l'équipage déclare un amerrissage d'urgence par radio. Les 6 membres d'équipage et les 30 passagers perdront la vie, aucun débris ne fut à ce jour retrouvé.

### 1959
- 3 février 1959 : le vol 320 (en) American Airlines s'écrase dans l'East River à New York faisant 65 victimes à bord du Lockheed L-188 Electra.

- 3 février 1959 : The Day the Music Died : un avion transportant trois musiciens américains vers le lieu de leur concert s'écrase.

- 24 septembre 1959 : le vol 307 de la TAI (Transports aériens intercontinentaux) s'écrase lors de son décollage de Bordeaux, tuant 54 des 65 occupants du Douglas DC-7 qui se rendait à Bamako.

- 16 novembre 1959 : le vol 967 (en) de la National Airlines (un DC-7B) de Tampa (Floride) à La Nouvelle-Orléans (Louisiane), s'abîme dans les eaux du Golfe du Mexique à 57 km de la côte de Pilottown (en) (Louisiane), faisant 42 morts. L'enquête conclut à une action criminelle visant à toucher des assurances-vie. Le naturopathe Robert Vernon Spears (en) aurait offert son propre billet d'avion (libellé à son nom) à son ami William Taylor tout en lui remettant un bagage contenant une bombe.